# Hojas volantes en la Nueva España
Las hojas volantes, también conocidas como relaciones, fueron los primeros medios de comunicación escritos en el Nuevo Mundo. Estos documentos informativos, originarios de Europa desde el siglo XV, comenzaron a surgir en la Nueva España en 1541, dos años después de la fundación de la imprenta.
Estas relaciones son también conocidas como nuevas, noticias, sucesos o traslados y son consideradas por muchos autores como los inicios del periodismo en América. La Biblioteca Nacional de Antropología e Historia (BNAH) resguarda una colección de más de 500 piezas.

## Llegada de la imprenta a la Nueva España
El 10 de junio de 1539, tras la caída de la gran Tenochtitlan y la instauración de la Nueva España, se da la llegada de la primera imprenta en el Nuevo Mundo, concesionada por la Corona al impresor alemán Juan Cromberg y al oficial italiano Juan Pablos. La primera publicación en América que se tiene registro es Breve y más compendiosa doctrina cristiana en lengua mexicana y castellana en ese mismo año.
Dos años después de este acontecimiento, de acuerdo con la hoja volante más antigua de la que se tiene registro Relación del espantable terremoto que ha acontecido en las Indias en una ciudad llamada Guatemala impresa en la Ciudad de México por Juan Pablos en 1541, en la capital de la colonia comenzaron a circular hojas sueltas que relataban sucesos importantes y noticiosos que tenían como objetivo informar a la población. Las noticias eran vendidas por los pregoneros en las plazas públicas y mercados.
El éxito de estos documentos se dio a causa de la censura que existía en las imprentas en donde se prohibía la impresión de publicaciones poco edificantes o religiosamente cuestionables. También se encontraba prohibida la impresión de libros de autores españoles fuera del imperio Habsburgo.
En el Viejo Continente, circulaban en Francia donde se les conocía como canards y en España como literatura de cordel debido a que las hojas eran colgadas en un lazo y vendidas por invidentes. A pesar de que estas relaciones se transmitían de la capital hasta el resto de la colonia, algunas veces las noticias provenían de la Península. En la Puebla de los Ángeles, comenzaron a circular a partir de 1640 donde el obispo don Juan de Palafox y Mendoza introdujo la imprenta.

## Estilo de narración
Las hojas volantes poseían un lenguaje periodístico simple, objetivo y de carácter meramente informativo. No era posible ofrecer interpretaciones o dar comentarios debido a la censura que existía por parte de la Corona Española y la Iglesia.
Se hacía uso de coloquialismos propios de la época y Aragón Leyva lo califica de "confuso, difuso y profuso". Muchas veces las noticias se leían en verso y con exageraciones en la magnitud de los eventos y en la naturaleza de los mismos.
La primera relación 1541 se ha catalogado como un reportaje debido a que reúne las características esenciales de este. Con una narración llena de detalles y con un desorden y atropellamiento en los hechos, la noticia posee una fuerte carga emocional que expresa la sorpresa de presenciar un fenómeno natural inusual en la época y tiende a caer en el género literario.
Estas noticias poseían cierta regularidad, particularmente las relaciones de fines, como por ejemplo: Relación de noticias, septiembre y octubre de 1692, Relación de junio de 1693, Relación de marzo, mayo y octubre de 1699. Sin embargo, no era fácil imprimir con regularidad debido a que el costo del papel, el cual era traído de España, y en ese entonces ya no eran únicamente una hoja sino más de ocho folletos.

## Temas
Los temas que se trataban eran de corte interno, noticias acerca del continente americano y sus provincias españolas, así como noticias de Europa. De acuerdo con las hojas que se conservan, la temática de estas relaciones era variada: iban desde inundaciones, crímenes y ejecuciones locales hasta hechos ocurridos en Europa sobre armas, defunciones o pompas fúnebres de los monarcas españoles.
Empero, las hojas volantes constantemente poseían un corte de prensa “amarillista”. No era extraño encontrar una numerosa cantidad de hechos fantásticos, sanguinarios e inclusive monstruosos entre sus titulares.Traslado de un testimonio auténtico de lo sucedido en la Villa de Orizaba con un endemoniado, y declaración que hizo Lucifer acerca del tormento que recibe de la devoción del Santo Rosario, por Juan Joseph Guillena Carrascoso, y la Relación de un fenómeno de un niño nacido en un hombro, impreso por los herederos de la viuda de Calderón, son muestras claras del deseo de la sociedad por enterarse de sucesos extraordinarios que rompieran con la rutinaria vida que se llevaba.
Otros de los temas contenidos en las relaciones son túmulos y exequias, arcos triunfales y obediencias a reyes y virreyes nuevos, batallas, viajes, llegadas y salidas de navíos, edificaciones y dedicaciones de obras arquitectónicas, persecuciones y martirios, fundaciones, misiones, festejos civiles y eclesiásticos, romances, canonizaciones, actos públicos, solemnidades, certámenes literarios, llevadas y traídas de imágenes milagrosas, terremotos y otros sucesos raros, físicos y naturales, autos de fe, gacetas propiamente dichas, etc.

## Algunos títulos
- La relación historiada de las exequias funerales de la Magestad del Rey D. Philippo II Nuestro Señor. Hechas por el Tribunal del Sancto Officio de la Inquisición desta Nueva España en el año de 1600.
- Relación de la inundación de la laguna de México y del desagüadero hecho por el virrey Marqués de Montesclaros, de 1611.
- Relación de todo lo sucedido en estas Provincias de la Nueva España, desde la formación de la Armada Real de Barlovento, despacho de la flota, y sucesos della, hasta la salida deste primer aviso del año de 1642.
- Relación de todo lo sucedido en las provincias de Nexapan, Iztepeji y la Villa Alta. Inquietudes de los indios son naturales. Castigos en ellos hechos. Y satisfacción que se dio a la justicia, reduciéndolos a la paz, quietud y obediencia debida a su Majestad y a sus Reales Ministros, 1662.